# Ryu Su-jeong
Ryu Su-jeong (em coreano: 류수정, nascida em 19 de novembro de 1997), é uma cantora sul-coreana. Ela é vocalista principal do girl group sul-coreano Lovelyz. Ela estreou como artista solo com seu primeiro EP, Tiger Eyes, em 20 de maio de 2020.

## Discografia

### Extended plays
| Título     | Detalhes | Melhores posições nas paradas | Vendas        |
| Título     | Detalhes | KOR                           | Vendas        |
| ---------- | --- | ----------------------------- | ------------- |
| Tiger Eyes | - Lançado: 20 de maio de 2020 - Gravadora: Woollim Entertainment - Formatos: CD, digital download, streaming | 9                             | - KOR: 12,208 |

### Singles
| Título                                                                        | Ano                    | Melhores posições nas paradas | Melhores posições nas paradas | Álbum                         |
| Título                                                                        | Ano                    | KOR                           | KOR Hot                       | Álbum                         |
| Como artista principal                                                        | Como artista principal | Como artista principal        | Como artista principal        | Como artista principal        |
| ----------------------------------------------------------------------------- | ---------------------- | ----------------------------- | ----------------------------- | ----------------------------- |
| "Tiger Eyes"                                                                  | 2020                   | —                             | 99                            | Tiger Eyes                    |
| Como artista em destaque                                                      |                        |                               |                               |                               |
| "Bump" (부딪쳐) (Infinite H feat. Ryu Su-jeong)                               | 2015                   | —                             | —                             | Fly Again                     |
| Colaborações                                                                  |                        |                               |                               |                               |
| "Start of Summer" (시작의 여름) (com Youngjun (Brown Eyed Soul))              | 2016                   | —                             | —                             | Non-album single              |
| Apresentações na trilha sonora                                                |                        |                               |                               |                               |
| "Clean" (오늘도 맑음) (com Baby Soul (Lovelyz))                               | 2016                   | —                             | —                             | Second to Last Love OST       |
| "Deep Blue Eyes" (com Idol Drama Operation Team)                              | 2017                   | —                             | —                             | Idol Drama Operation Team OST |
| "Lie After Lie" (거짓말의 거짓말)                                             | 2020                   | —                             | —                             | Lie After Lie OST             |
| "Color Rush"                                                                  | 2021                   | —                             | —                             | Color Rush OST                |
| "—" denota lançamentos que não traçaram ou não foram lançados naquela região. |                        |                               |                               |                               |

### Créditos de escrita e produção
Todos os créditos são adaptados da Korea Music Copyright Association, a menos que seja declarado de outra forma.
| Ano  | Artista      | Canção                     | Álbum         | Letra     | Letra                               | Música    | Música |
| Ano  | Artista      | Canção                     | Álbum         | Creditada | Com                                 | Creditada | Com    |
| ---- | ------------ | -------------------------- | ------------- | --------- | ----------------------------------- | --------- | ------ |
| 2017 | Lovelyz      | "Hide and Seek (숨바꼭질)" | R U Ready?    | Sim       | Razer (Strike)                      | Não       | –      |
| 2020 | Ryu Su-jeong | "Lullaby (zz (자장가))"    | Tiger Eyes    | Sim       | –                                   | Sim       | –      |
| 2020 | Lovelyz      | "Obliviate"                | Unforgettable | Sim       | Stardust, Jarry Potter (Yummy Tone) | Não       | –      |

## Filmografia

### Reality shows
| Ano  | Título                    | Rede      | Função           | Nota(s)                              |
| ---- | ------------------------- | --------- | ---------------- | ------------------------------------ |
| 2015 | 2014 Best of Best         | SBS MTV   | Apresentadora    | com V (BTS)                          |
| 2017 | Idol Drama Operation Team | KBS       | Membro do elenco |                                      |
| 2019 | King of Mask Singer       | MBC       | Competidora      | como Kongjwi e Patjwi (Episódio 185) |
| 2019 | Neighbourhood Album       | TV Chosun | Membro do elenco |                                      |